# Lenarchus keratus
Lenarchus keratus là một loài Trichoptera trong họ Limnephilidae. Chúng phân bố ở miền Tân bắc.